# Kaki no Tane

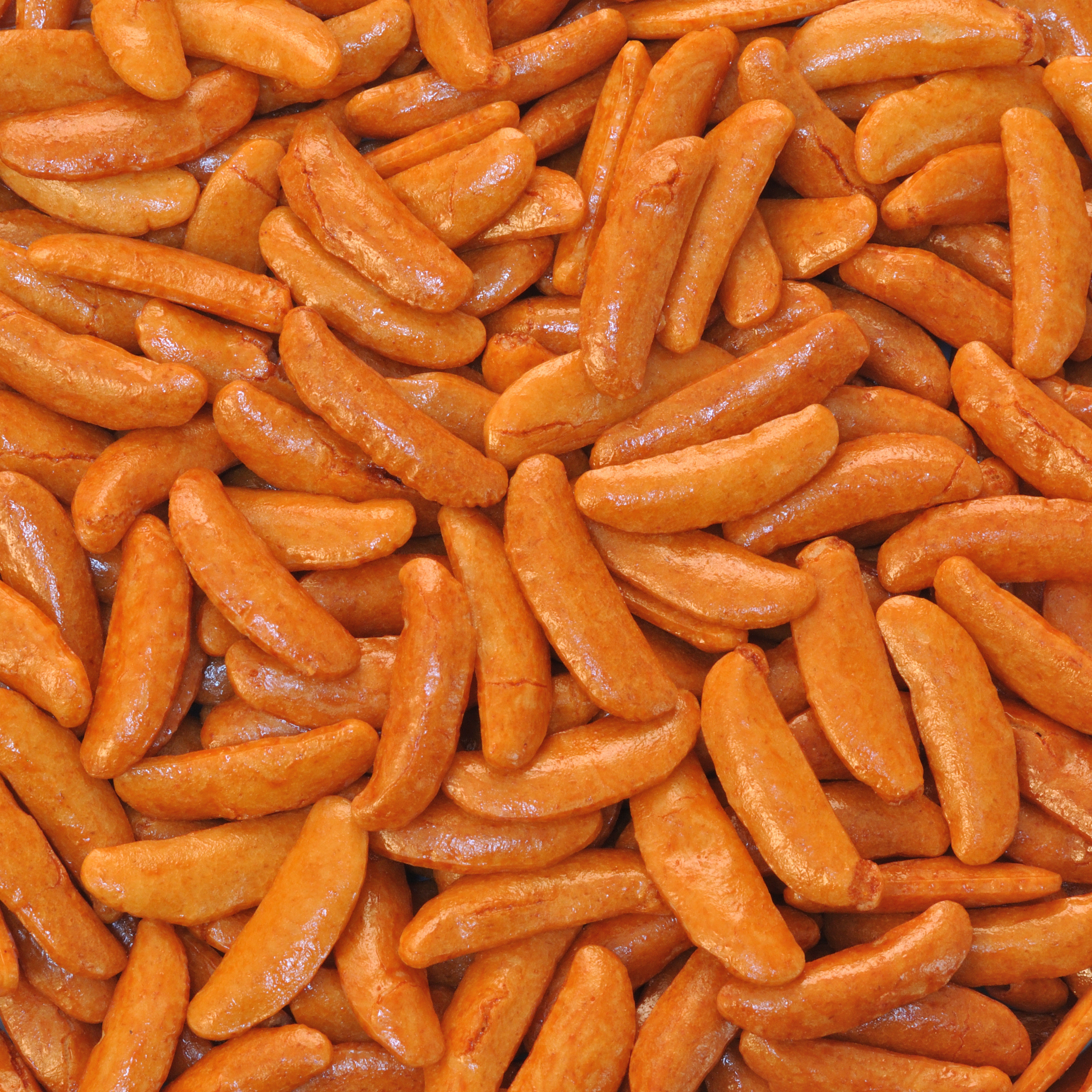
Kaki no Tane

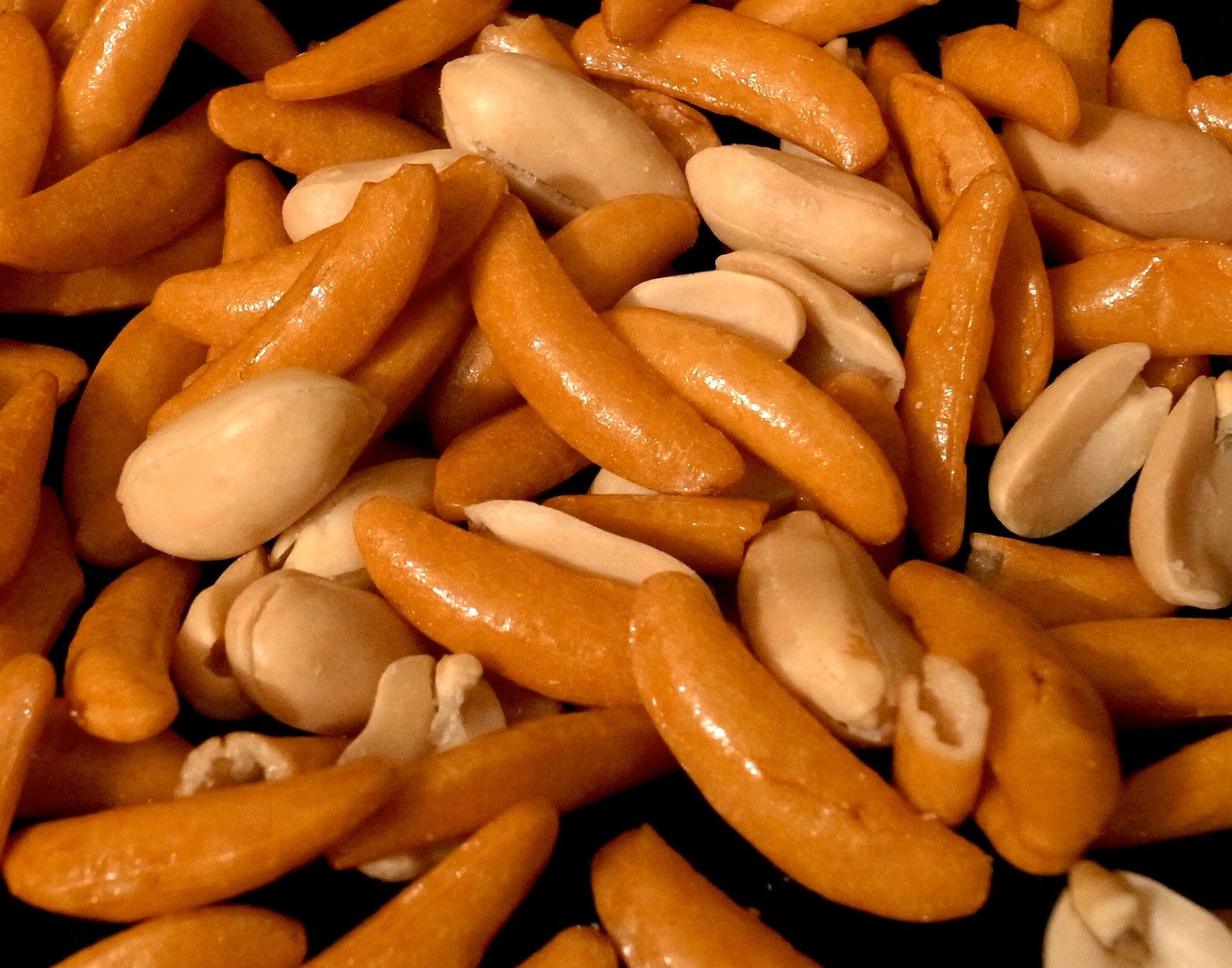
Hier die Variante Kaki-pi mit Erdnüssen.

Kaki no Tane (japanisch 柿の種, dt. „Samen der Kaki[-Frucht]“) sind ein in Japan beliebter Snack aus den gerösteten Reiscrackern Senbei. Dabei rührt der Name von der optischen Ähnlichkeit der Senbei-Stücke mit den Samen der Kaki-Frucht her. Als Kaki-pī (柿ピー, auch Kakipea) wird ein Mix aus Kaki no Tane mit Erdnüssen bezeichnet, das pī ist eine Abkürzung des Lehnwortes pīnattsu (ピーナッツ von engl. peanuts „Erdnüsse“). Die zerkleinerten Senbei-Stücke werden mit einem Überzug aus Sojasauce, Zucker, Bonitoflocken, Chili und anderen würzigen Zutaten versehen. Kaki no Tane als auch Kaki-pī sind ein Snack, der klassischerweise in Bars gereicht und dort gerne mit Bier oder manchmal auch grünem Tee verzehrt wird. Es existieren mehrere Geschmacksrichtungen, darunter auch mit Wasabi-Geschmack.